# Hans Löw (Schauspieler)

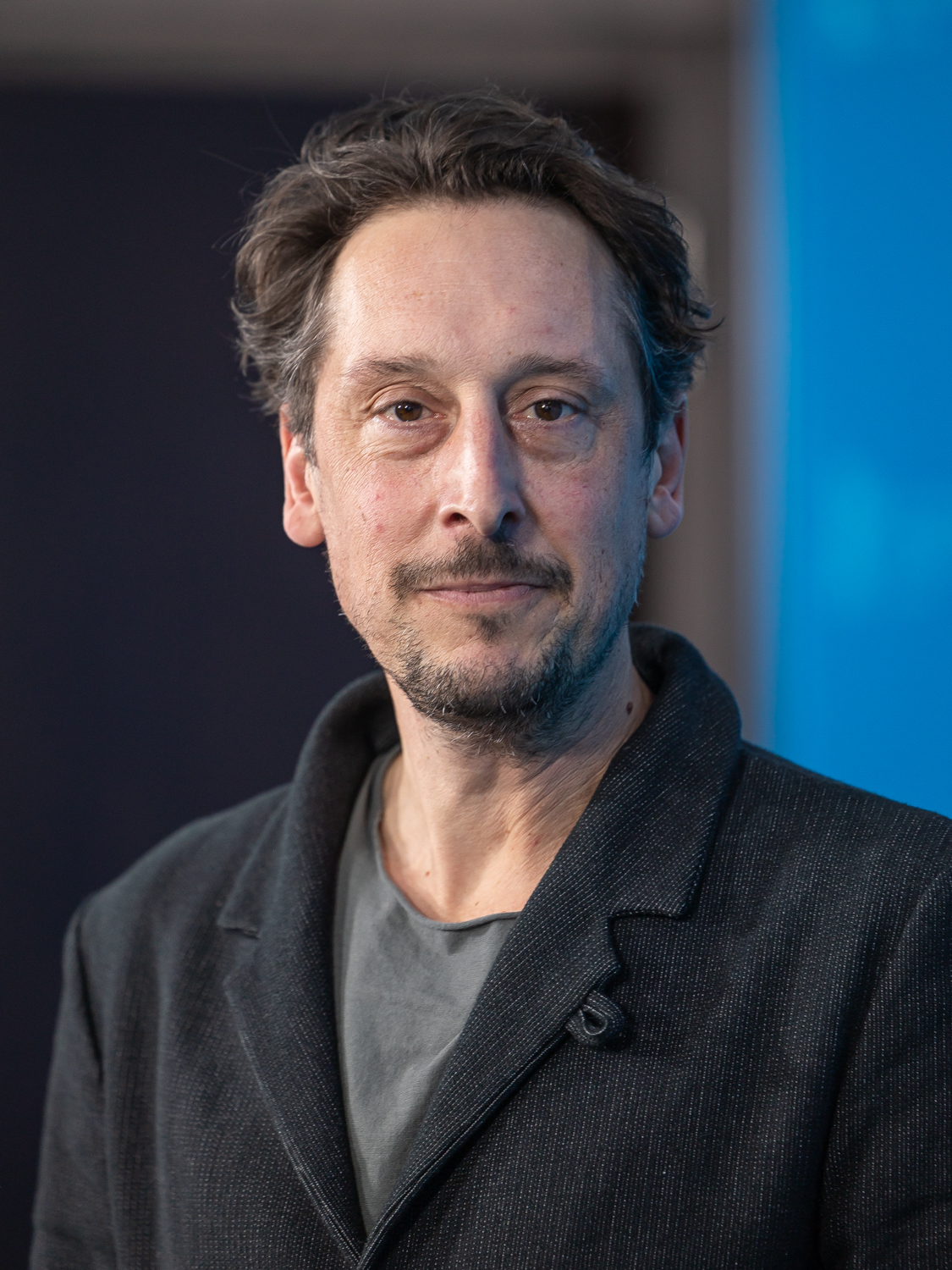
Hans Löw (2025)

Hans Löw (* 1976 in Bremen) ist ein deutscher Theater-, Film- und Fernsehschauspieler.

## Leben
Löw ist der Sohn des Schweizer Schauspielers Jürg Löw und wuchs in Stuttgart auf. Zwischen 1997 und 2001 besuchte er die Otto-Falckenberg-Schule in München. Während des Studiums erhielt er kleinere Rollen an den Münchner Kammerspielen, denen die Schauspielschule angeschlossen ist; 1998 folgte sein TV-Debüt als Elvis-Lookalike in der ARD-Serie Aus heiterem Himmel. Von 2001 bis 2009 war Löw festes Ensemblemitglied am Thalia Theater (Hamburg). 2004 wurde er mit dem Boy-Gobert-Preis für Nachwuchsschauspieler der Körber-Stiftung ausgezeichnet. Seit der Spielzeit 2020/21 ist er wieder festes Ensemblemitglied des Thalia Theaters Hamburg. 2023/24 war er am Deutschen Theater im Stück Biografie: Ein Spiel unter der Regie von Bastian Kraft zu sehen, gemeinsam mit Maren Eggert und Helmut Mooshammer.
Parallel dazu war Löw auch wiederholt im Kino und Fernsehen zu sehen, darunter waren Rollen in den Produktionen Männer wie wir (2004), Knallhart (2006), Chiko (2008) und Rubbeldiekatz (2011). Des Weiteren spielte Löw mehrfach im Tatort.
2015 war er neben Laura Tonke in der Tragikomödie Hedi Schneider steckt fest von Sonja Heiss zu sehen; der Film feierte seine Premiere an der Berlinale. In my room von Ulrich Köhler, in dem Löw die Hauptrolle innehat, wurde 2018 in die Sektion Un Certain Regard des Filmfestivals von Cannes eingeladen, und brachte Löw eine Nominierung für den Deutschen Schauspielpreis ein. Mother's Baby von Johanna Moder, in dem Hans Löw an der Seite von Marie Leuenberger spielt, wurde 2025 in den Wettbewerb der Berlinale eingeladen.
2023 erschien Liebes Kind auf Netflix, zu dessen Hauptcast Löw zählt. Die Serie wurde zum Publikumserfolg, zeitweise war sie auf Platz 1 der internationalen Netflix-Charts. Liebes Kind wurde mit einem International Emmy als beste Mini-Serie ausgezeichnet.
2019 wurde Löw für seine Darstellung des Richard Vanderberg im Fernsehfilm Alles Isy von Mark Monheim und Max Eipp von der Deutschen Akademie für Fernsehen als bester Nebendarsteller ausgezeichnet.
Löw lebt in Hamburg.

## Filmografie (Auswahl)
- 2004: Männer wie wir
- 2005: Adelheid und ihre Mörder – In geheimer Mission
- 2006: Knallhart
- 2006: Tatort: Atemnot
- 2007: Hände weg von Mississippi
- 2008: 1. Mai – Helden bei der Arbeit
- 2008: Chiko
- 2010: Tatort: Weil sie böse sind
- 2010: Kreutzer kommt
- 2010: Tatort: Vergissmeinnicht
- 2011: Tatort: Grabenkämpfe
- 2011: Rubbeldiekatz
- 2011: Einer wie Bruno
- 2012: Polizeiruf 110: Einer trage des anderen Last
- 2012: Die Kirche bleibt im Dorf
- 2013: Heiter bis tödlich: Morden im Norden – Schuss ins Blaue
- 2013: Tatort: Feuerteufel
- 2015: Hedi Schneider steckt fest
- 2015: Der Alte – Folge 395: Tödlicher Verrat
- 2016: Tatort: Es lebe der Tod
- 2016: Toni Erdmann
- 2016: Kästner und der kleine Dienstag
- 2017: Es war einmal in Deutschland …
- 2017: Zwei[17]
- 2017: Axolotl Overkill
- 2017: Hausbau mit Hindernissen
- 2018: Alles Isy
- 2018: Alles ist gut
- 2018: Tatort: Der Mann, der lügt
- 2018: In my Room
- 2019: Charité
- 2019: All My Loving
- 2019: Eine Klasse für sich
- 2019: Auerhaus
- 2019: Der Sommer nach dem Abitur (Fernsehfilm)
- 2020: Das Glaszimmer
- 2020: Tatort: Lass den Mond am Himmel stehn
- 2020: Tatort: Limbus
- 2021: Ich bin dein Mensch
- 2022: Strafe – Folge: Der Dorn
- 2022: Wir sind dann wohl die Angehörigen
- 2022: Tatort: Katz und Maus
- 2023: Liebes Kind
- 2023: Kommt ein Vogel geflogen
- 2025: Mother’s Baby

## Hörspiele und Features
- 2005: Regina Leßner: James Dean (Legenden sterben nie) – Regie: Regina Leßner (Feature – NDR/RBB/ORF/SR)
- 2019: Thomas Fritz: Toter Winkel (Mantey) – Regie: Ulrich Lampen (Kriminalhörspiel, NDR)

## Hörbücher (Auswahl)
- 2019: Ulrich Alexander Boschwitz: Menschen neben dem Leben, der Audio Verlag, ISBN 978-3-7424-1250-8
- 2019: Claus Hecking, Charlotte Schönberger und Ilka Sokolowski: Unsere Zukunft ist jetzt! Kämpfe wie Greta Thunberg fürs Klima, Oetinger Audio, ISBN 978-3-8373-1142-6
- 2021: Andrea Camilleri: Rendezvous mit Tieren. Was sie uns erzählen können, GOYALiT, ISBN 978-3-8337-4372-6
- 2021: Moritz Rinke: Der längste Tag im Leben des Pedro Fernández García, GOYALiT, ISBN 978-3-8337-4397-9
- 2023: Arno Frank: Seemann vom Siebener, GOYALiT, ISBN 978-3-8337-4633-8
- 2023: Simon Bill: Und Sie sind also der Künstler, GOYALiT, ISBN 978-3-8337-4666-6

## Auszeichnungen
- 2000: Stipendium des deutschen Bühnenvereins, Solopreis
- 2001: Anerkennungspreis für Besondere Leistungen der Armin Ziegler Stiftung
- 2004: Boy-Gobert Preis als „Bester Nachwuchsdarsteller auf Hamburgs Bühnen“
- 2019: Preis der Deutschen Akademie für Fernsehen als bester Nebendarsteller
- 2019: Nomination Deutscher Schauspielpreis als bester Hauptdarsteller